# Polská ženská florbalová reprezentace
Polská ženská florbalová reprezentace je národní florbalový tým Polska.

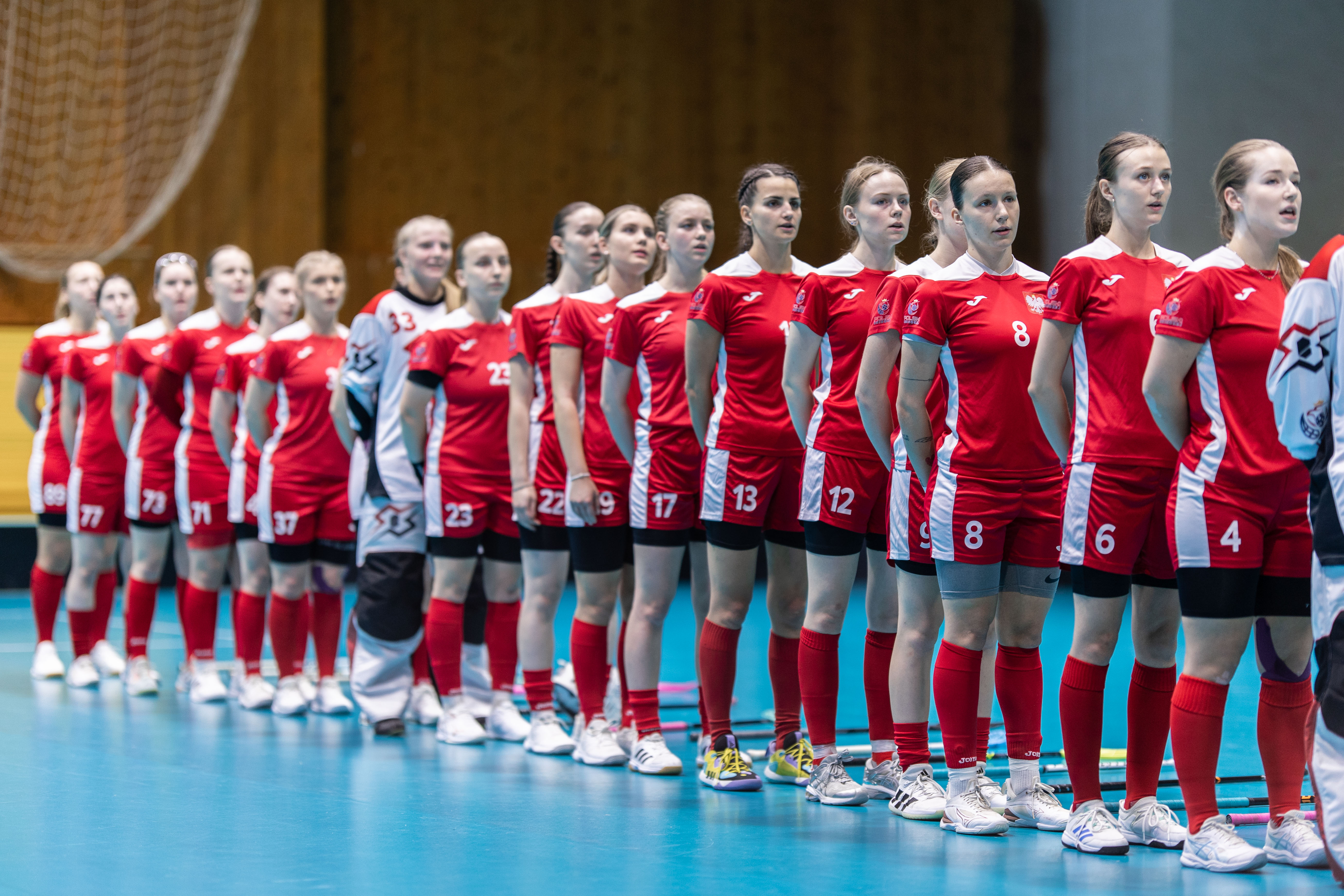
Polská reprezentace před přátelským zápasem v roce 2023

Tým měl premiéru v divizi B na Mistrovství světa 2001. Hlavního turnaje se poprvé zúčastnil v roce 2009 a od té doby již hrál na všech dosavadních osmi šampionátech. Nejlepšími výsledky týmu jsou pátá místa na mistrovstvích v letech 2019 a 2021.

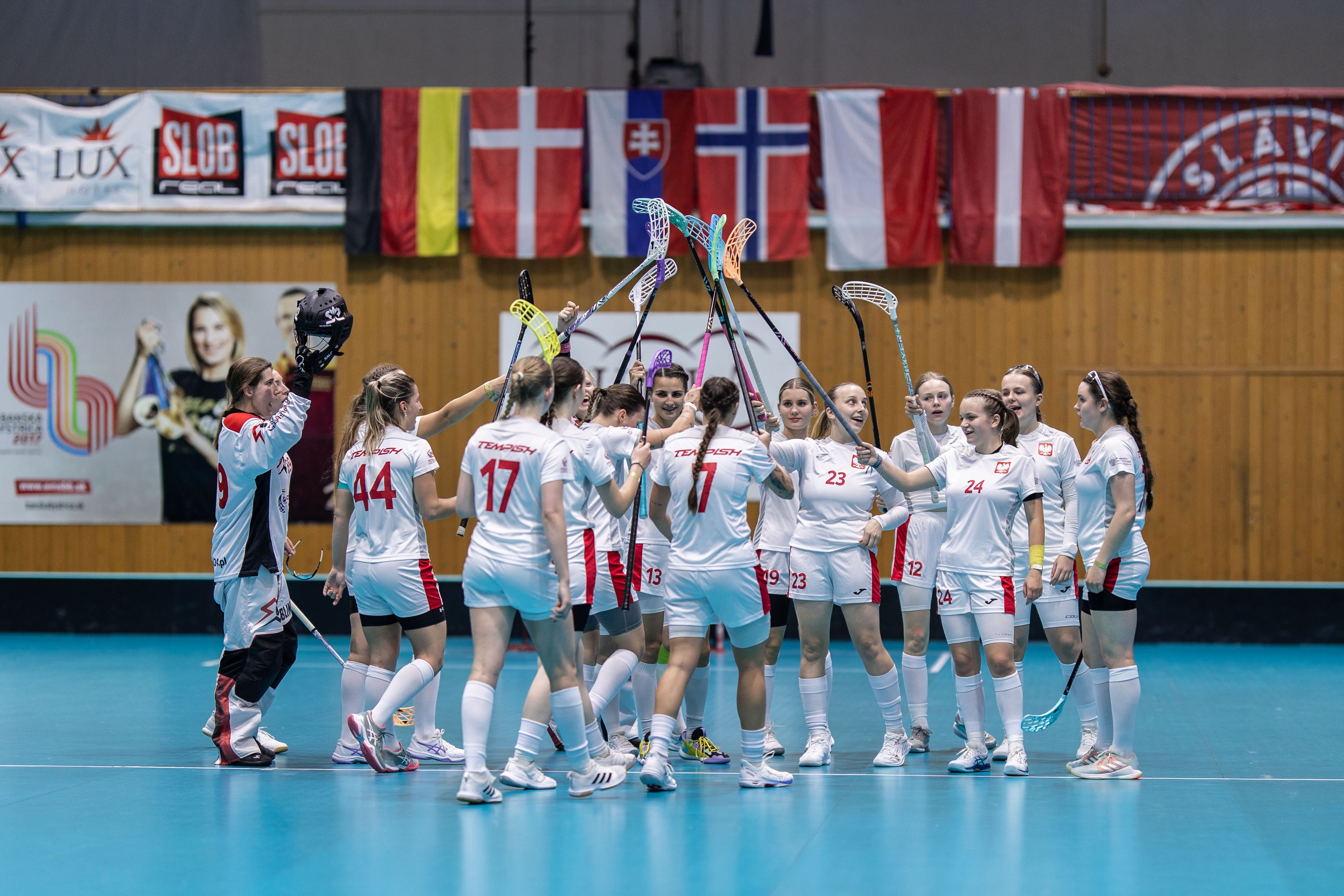
Hráčky polské reprezentace v přátelském zápase v roce 2023

Po pátém a šestém místě na posledních dvou šampionátech v letech 2021 a 2023 je Polsko šestým týmem žebříčku IFF (za Slovenskem a před Lotyšskem).

## Bilance s Českem
K červenci 2025 Polsko prohrálo všech dosavadních 11 zápasů proti české reprezentaci. Nejtěsnějšího výsledku 7 : 9 Polky dosáhly v kvalifikaci na Mistrovství světa 2023.
Na samotných mistrovstvích se Polsko střetlo a prohrálo s Českem šestkrát, na každém z posledních šesti turnajů. V letech 2013 až 2019 to bylo čtyřikrát po sobě ve čtvrtfinále, a na posledních dvou mistrovstvích v letech 2021 a 2023 ve skupině.

## Umístění na mistrovství světa
| Turnaj | Místo     | Umístění | Rozhodující zápas |
| ------ | --------- | -------- | ----------------- |
| 2001 B | Lotyšsko  | 12.      | Singapur 2 : 4    |
| 2003 B | Švýcarsko | 10.      | Japonsko 6 : 7pp  |
| 2005   | —         | —        | —                 |
| 2007 B | Dánsko    | 11.      | Německo 3 : 1     |
| 2009   | Švédsko   | 8.       | Norsko 5 : 6ts    |
| 2011   | Švýcarsko | 6.       | Norsko 4 : 5ts    |
| 2013   | Česko     | 7.       | Německo 3 : 1     |
| 2015   | Finsko    | 7.       | Slovensko 2 : 0   |
| 2017   | Slovensko | 7.       | Norsko 12 : 3     |
| 2019   | Švýcarsko | 5.       | Slovensko 8 : 4   |
| 2021   | Švédsko   | 5.       | Slovensko 4 : 3   |
| 2023   | Singapur  | 6.       | Slovensko 4 : 7   |